# اسلوپر-وسولی هاوس
اسلوپر-وسولی هاوس یک خانه تاریخی در خیابان گرو هیل شماره ۲۷ در بریتانیای جدید، کانکتیکات است. این بنا که در سال ۱۸۸۷ ساخته شده‌است، یک نمونه محلی برجسته از معماری ملکه آن در آجر است و یک سایت دیرینه برای جامعه لهستانی شهر اهمیت دارد. در سال ۱۹۹۹ در فهرست ملی اماکن تاریخی ثبت شد اکنون یک مرکز فرهنگی محلی لهستان در آن قرار دارد.

## شرح و تاریخچه
اسلوپر-وسولی هاوس در منطقه‌ای که اکنون یک منطقه تجاری مختلط در غرب مرکز شهر بریتانیای جدید است، در ضلع شرقی خیابان گروو هیل درست در جنوب روگذر آن از مسیر ۷۲ کانکتیکات واقع شده‌است. این هست یک۲۱⁄۲سازه طبقه، ساخته شده از آجر با قاب چوبی نیم طبقه و تزئینات. آن را یک سقف ران بلند پوشانده‌است که تعدادی شیروانی بزرگ از آن بالا آمده‌است. از ویژگی‌های بارز آن می‌توان به یک برجستگی گرد در گوشه جنوب غربی، که بالای آن سقفی مخروطی شکل است، و ایوانی که در بقیه نمای جلویی امتداد داشت، با شیروانی تزئین شده بر روی پلکان اصلی اشاره کرد. نمای داخلی ساختمان فقط تغییرات اندکی را به خود دیده‌است، عمدتاً برای مدرن کردن لوله‌کشی و سایر زیرساخت‌ها، و دارای یک سالن مرکزی است که با پوشش‌های چوبی و لینکروستا تکمیل شده‌است.
این خانه در سال ۱۸۸۷ برای دکتر اندرو جکسون اسلوپر، یک تاجر برجسته محلی ساخته شد. این بنا توسط جورج داتون رند، یک معمار برجسته منطقه ای که به دلیل طرح‌های التقاطی به سبک احیای خود شناخته شده‌است، طراحی شده‌است. اسلوپر در ترویج جذب مهاجران اروپایی به عنوان منبع نیروی کار برای صنایع رو به رشد شهر، یک چهره پیشرو بود و در هیئت مدیره تعدادی از مشاغل آن شرکت داشت. بیوه اسلوپر خانه را به دکتر اندرو وسولی و همسرش سیسیلیا کرمسکی ووسولی، رهبران جامعه محلی لهستان فروخت. دکتر وسولی مطب پزشکی خود را در خارج از طبقه اول خانه انجام داد و این زوج نقش مهمی در حفظ ویژگی‌های داخلی خانه داشتند.